# Procés reversible
|  | No s'ha de confondre amb Reacció reversible. |

|  | Per a altres significats, vegeu «Reversibilitat». |

En termodinàmica, un procés reversible o cicle reversible (si el procés és cíclic) és un procés termodinàmic que pot ser "revertit" mitjançant canvis infinitesimals en alguna propietat del sistema sense que hi hagi producció d'entropia o dissipació d'energia. A causa d'aquests canvis infinitesimals, el sistema es troba en equilibri termodinàmic durant tot el procés. Com que acabar el procés reversible significaria utilitzar una quantitat infinita de temps, els processos perfectament reversibles són impossibles a la pràctica. Tanmateix, si el sistema que està patint els canvis respon molt més ràpid que els canvis aplicats, la desviació de la reversibilitat pot ser negligible. En un cicle reversible, el sistema i el seu entorn seran exactament iguals després de cada cicle.
Una definició alternativa de procés reversible és la d'un procés que, després que ha tingut lloc, es pot revertir i no causa cap canvi tant en el sistema com en el seu entorn. En termes termodinàmics, un procés que "té lloc" es refereix a la seva transició del seu estat inicial fins al seu estat final.

## Irreversibilitat
En un procés irreversible es fan canvis finits, per la qual cosa el sistema no es troba en equilibri al llarg del procés. En un cicle irreversible, al mateix punt durant cicles diferents el sistema estarà en el mateix estat, però l'entorn quedarà permanentment canviat després de cada cicle.

Procés adiabàtic reversible: es pot arribar l'estat de l'esquerra des del de la dreta i viceversa, sense intercanviar calor amb l'entorn.

## Exemples
Algunes exemples de reversibilitat són els següents són fondre el gel i després tornar a congelar o, contràriament, evaporar l'aigua i tornar-la a condensar. D'altra banda, alguns exemples d'irreversibilitat són: envellir; enfornar un pastís; cuinar un  ou; o estirar un hule per temps llargs, de manera que la forma original no es recuperi més.